# Nelson County (Virginia)
Nelson County ist ein County im Bundesstaat Virginia der Vereinigten Staaten. Im Jahr 2020 hatte das County 14.775 Einwohner und eine Bevölkerungsdichte von 12,1 Einwohnern pro Quadratkilometer. Der Verwaltungssitz (County Seat) ist Lovingston.

## Geographie
Nelson County liegt im mittleren Westen von Virginia und hat eine Fläche von 1228 Quadratkilometern, wovon fünf Quadratkilometer Wasserfläche sind. Es grenzt im Uhrzeigersinn an folgende Countys: Albemarle County, Buckingham County, Appomattox County, Amherst County, Rockbridge County und Augusta County.

## Geschichte
Gebildet wurde es 1807 aus Teilen des Amherst County. Benannt wurde es nach Thomas Nelson, Jr., einem Gouverneur von Virginia.

## Demografische Daten

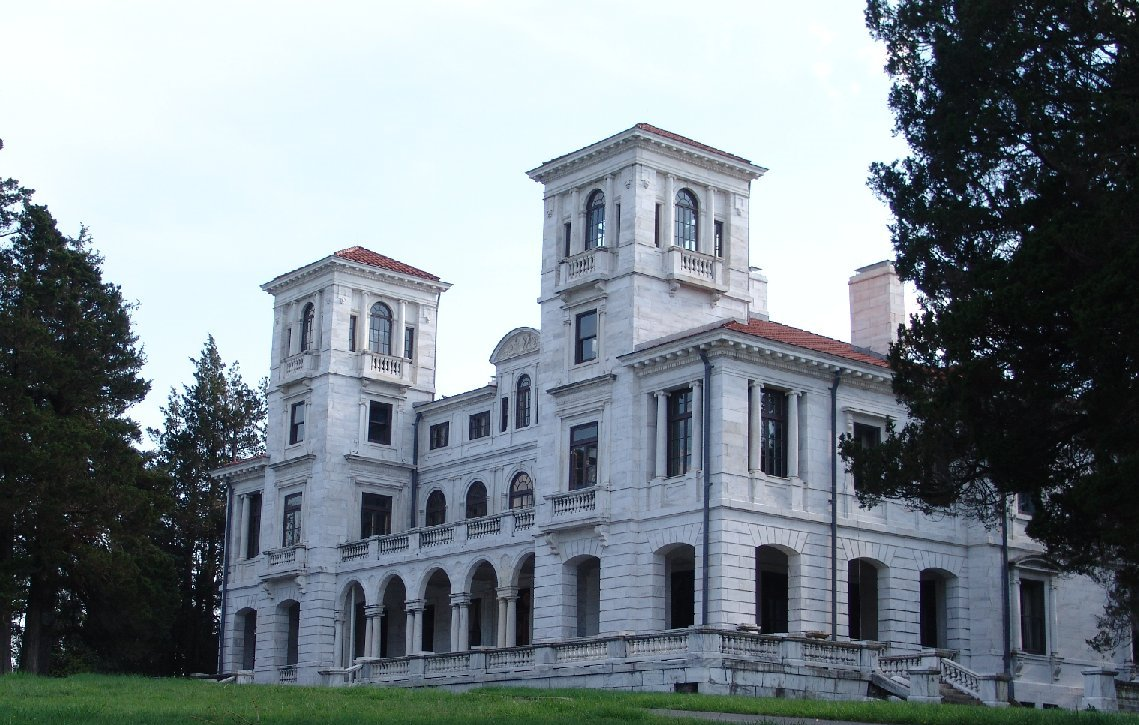
Die Villa Swannanoa, 1912 erbaut von James H. Dooley, gelistet im NRHP Nr. 69000221

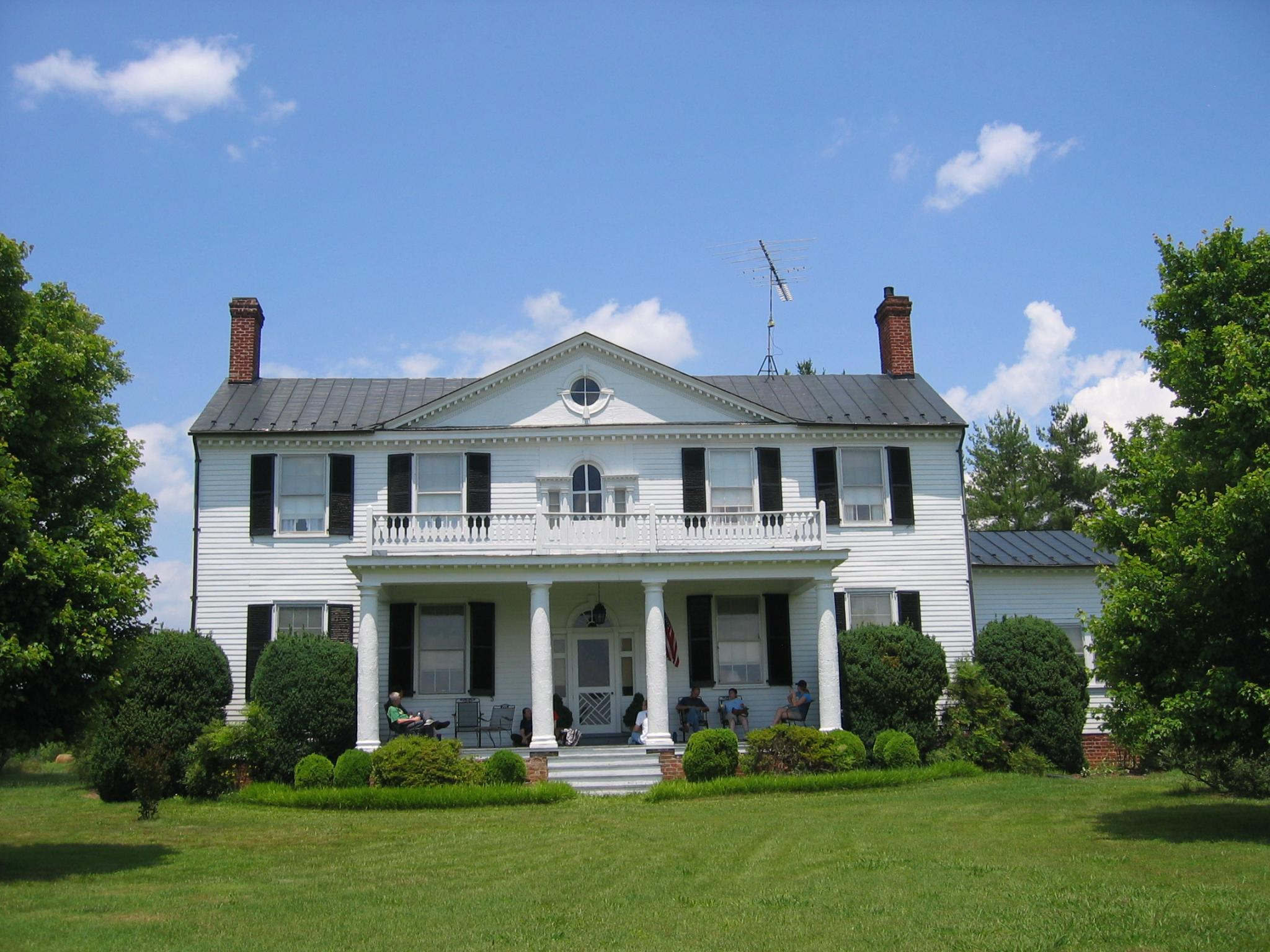
Die Plantage Soldier’s Joy, gelistet im NRHP Nr. 80004204

Alterspyramide des Nelson County

Nach der Volkszählung im Jahr 2000 lebten im Nelson County 14.445 Menschen. Davon wohnten 206 Personen in Sammelunterkünften, die anderen Einwohner lebten in 5.887 Haushalten und 4.144 Familien. Die Bevölkerungsdichte betrug 12 Einwohner pro Quadratkilometer. Ethnisch betrachtet setzte sich die Bevölkerung zusammen aus 82,65 Prozent Weißen, 14,89 Prozent Afroamerikanern, 0,19 Prozent amerikanischen Ureinwohnern, 0,24 Prozent Asiaten, 0,06 Prozent Bewohnern aus dem pazifischen Inselraum und 0,62 Prozent aus anderen ethnischen Gruppen; 1,35 Prozent stammten von zwei oder mehr ethnischen Gruppen ab. 2,11 Prozent der Bevölkerung waren spanischer oder lateinamerikanischer Abstammung.
Von den 5.887 Haushalten hatten 27,1 Prozent Kinder und Jugendliche unter 18 Jahre, die bei ihnen lebten. 55,7 Prozent waren verheiratete, zusammenlebende Paare, 10,7 Prozent waren allein erziehende Mütter, 29,6 Prozent waren keine Familien, 25,0 Prozent waren Singlehaushalte und in 10,3 Prozent lebten Menschen im Alter von 65 Jahren oder darüber. Die Durchschnittshaushaltsgröße betrug 2,42 und die durchschnittliche Familiengröße lag bei 2,88 Personen.
Auf das gesamte County bezogen setzte sich die Bevölkerung zusammen aus 21,7 Prozent Einwohnern unter 18 Jahren, 6,4 Prozent zwischen 18 und 24 Jahren, 25,6 Prozent zwischen 25 und 44 Jahren, 29,6 Prozent zwischen 45 und 64 Jahren und 16,8 Prozent waren 65 Jahre alt oder darüber. Das Durchschnittsalter betrug 43 Jahre. Auf 100 weibliche Personen kamen 94,8 männliche Personen. Auf 100 Frauen im Alter von 18 Jahren oder darüber kamen statistisch 91,4 Männer.

Das jährliche Durchschnittseinkommen eines Haushalts betrug 36.769 USD, das Durchschnittseinkommen der Familien betrug 42.917 USD. Männer hatten ein Durchschnittseinkommen von 29.684 USD, Frauen 24.153 USD. Das Prokopfeinkommen betrug 22.230 USD. 12,1 Prozent der Bevölkerung und 8,5 Prozent der Familien lebten unterhalb der Armutsgrenze. Darunter waren 14,4 Prozent der Kinder und Jugendlichen unter 18 Jahren und 14,6 Prozent der Einwohner im Alter ab 65 Jahren.

## Gemeindegliederung
(Einwohner nach dem United States Census 2010)
| Census-designated places (CDP) 1. Afton 1 (313) erstmals im Jahr 2020 2. Arrington (708) 3. Lovingston (520) 4. Nellysford (1.076) | Census-designated places (CDP) 1. Afton 1 (313) erstmals im Jahr 2020 2. Arrington (708) 3. Lovingston (520) 4. Nellysford (1.076) | 5. Schuyler (298) 6. Shipman (507) 7. Wintergreen 2 (165)                                                                        | 5. Schuyler (298) 6. Shipman (507) 7. Wintergreen 2 (165)                                                   | |                                                                                                 |
| Unincorporated Communities | | | | |                                                                                                 |
| - Adial - Allens Creek - Avon - Beech Grove - Bryant - Buffalo Springs - Caskie - Colleen - Durrett Town                           | - Elma - Faber - Five Forks - Four Forks - Freshwater - Gladstone - Gordon Crossing - Greenfield - Greenway                        | - Gullysville - Hendersons Store - Jonesboro - Kingswood - Lakeview Heights - Lanes Ford - Lawthorne Mill - Lodebar - Lowesville | - Martins Store - Massies Mill - Midway Mills - Montebello - Nash - Norwood - Oak Ridge - Old Myndus - Onan | - Ottoway - Piedmont - Piney River - Poplar Flats - Ramsey - Red Apple Orchard - Rockfish - Roseland - Roses Mill | - Shady Lane - Twin Poplars - Tye River - Tyro - Warminster - White Rock - Wingina - Woods Mill |